# Недвижимость в Италии
Рынок недвижимости в Италии является существенным сегментом экономики и наряду с туризмом вносит значительный вклад в валовой продукт страны. Согласно данным исследовательского  института Scenari Immobiliari, в 2012 году общий объем сделок по продаже недвижимости в Италии составил 88.1 млрд. евро.

## Общие сведения
Порядок сделок на рынке итальянской недвижимости регулируется Гражданским кодексом Италии, принятым в 1942 году. Характерного для ряда европейских государств отдельного земельного кодекса в стране не существует. Кадастровую деятельность и государственный контроль в сфере торговли недвижимостью осуществляет Территориальное агентство Италии (Agenzia del Territorio), являющееся подразделением Министерства экономики и финансов.
Итальянская недвижимость отличается широким разнообразием. Помимо стандартных апартаментов, городских квартир, загородных вилл и объектов коммерческой недвижимости, объектами купли-продажи могут стать винодельческая усадьба или старинный апулийский дом трулло. В стране проводится программа по продаже объектов, имеющих культурно-историческое значение: например, средневекового замка династии Орсини или бывшей крепости императора Тиберия. Данную деятельность осуществляет Агентство государственного имущества Министерства экономики и финансов.
Цены на недвижимое имущество в Италии в среднем несколько ниже, чем в соседних Австрии, Германии, Франции, Швейцарии. Данный фактор способствует росту популярности итальянской недвижимости среди граждан других стран. Согласно отчету Scenari Immobiliari, в 2012 году инвестиции  иностранцев в итальянскую недвижимость возросли на 14% и составили 2.8 млрд евро. Первое место занимают граждане Германии с 40% объема сделок на рынке, британцам принадлежит 18%, а на третьем месте находятся русские с 13%.

## Налоги на недвижимость в Италии
Налогообложение, применяемое в Италии при совершении сделок по покупке недвижимости,  различается в зависимости от того, кто является продавцом – частное лицо или юридическое. Если недвижимость приобретается у частного лица, то основными налогами являются:
- Регистрационный налог (или налог реестра, Imposta di Registro)  – 3% для первого жилья (Prima casa) 7% для второго (Seconda casa) или фиксированная ставка 168,00 € в случае приобретения недвижимости у юридического лица.
- Ипотечный и кадастровый налог, или сбор (Imposta Ipotecaria e Catastale) – 3%.

В случае приобретения недвижимости у юридического лица (например, у застройщика) уплачивается налог на добавленную стоимость IVA (Imposta sul valore aggiunto) в размере 10% от стоимости объекта.
В Италии также существует разделение на обычную недвижимость и элитную (abitazione di lusso). Во втором случае величина налога зависит от статуса объекта и может составлять до 21%. Ставка при покупке земельного участка – 18%.
Приведенные ставки налогов действительны для нерезидентов. Если в течение 18 месяцев покупатель оформит прописку в новом жилье, то он будет платить по более низким налоговым ставкам (Prima casa).
Существует также ежегодный муниципальный налог на недвижимость. Ранее он назывался Imposta Comunale sugli Immobili (ICI). С 2012 года правительством Марио Монти вместо него был введен Единый муниципальный налог IMU (Imposta Municipale Unica). Точные ставки определяются местными властями и варьируются в зависимости от местоположения и статуса объекта в пределах 0.2-0.6% для первого дома и 0.46-1.06% – для второго.

## Цены на рынке недвижимости
По данным Территориального агентства Италии, средние цены на недвижимость в крупных городах страны на 1 июля 2012 года составляли:
| Город     | Средняя цена, €/м2 | Изменение к 2011 г. | Средняя стоимость жилья, € |
| --------- | ------------------ | ------------------- | -------------------------- |
| Рим       | 3.385              | + 0.4%              | 312 000                    |
| Милан     | 3.024              | – 0.4%              | 251 700                    |
| Турин     | 2.788              | + 0.3%              | 228 900                    |
| Генуя     | 2.748              | – 1.5%              | 251 600                    |
| Неаполь   | 2.481              | – 1.4%              | 236 800                    |
| Бари      | 1.782              | – 0.3%              | 172 300                    |
| Болонья   | 3.402              | – 0.3%              | 303 500                    |
| Флоренция | 3.285              | – 0.3%              | 320 100                    |
| Венеция   | 2.946              | – 1.1%              | 298 600                    |
| Катания   | 1.459              | – 1.4%              | 142 400                    |
| Палермо   | 1.569              | – 2.1%              | 163 200                    |
| Верона    | 2.064              | + 0.1%              | 206 800                    |

Стагнация рынка была вызвана финансовым кризисом. В то же время с середины 2012 года намечается некоторое оживление рынка, включая тенденцию роста притока инвестиций из-за границы. Так, в 2012 году иностранными инвесторами в итальянскую недвижимость было вложено 2,8 млрд. евро.
Влияние рецессии на рынок недвижимости Италии оказалось несколько ниже, чем в ряде других стран ЕС. Не в последнюю очередь это связано с особенностями развития строительной индустрии страны, где в предкризисные годы не наблюдалось искусственного перегрева.

## Особенности процедуры покупки недвижимости в Италии
Иностранные граждане могут приобретать недвижимость в Италии как у непосредственного владельца, в т.ч. компании-застройщика, так и через риэлтерское агентство, которое должно быть зарегистрировано в Торговой палате Италии. Оформление сделки купли-продажи осуществляется в несколько этапов.
Покупатель должен получить код налогоплательщика (codice fiscale), открыть счет в одном из итальянских банков, отправить продавцу безотзывную оферту о покупке (proposta irrevocabile d'acquisto) и внести депозит. Интересной особенностью является заключение предварительного договора (compromesso di vendita) с возможным, но не обязательным внесением аванса. Предварительный договор заключается в присутствии нотариуса. Завершается оформление документов регистрацией договора купли-продажи в департаменте Реестра недвижимости (Conservatoria dei registri immobiliari).

## Покупка недвижимости иностранцами и вид на жительство
Приобретение недвижимости в Италии не дает права на получение вида на жительство. Согласно итальянскому законодательству наличие недвижимого имущества на территории страны вообще не дает льгот на получение ВНЖ. Но сам факт приобретения недвижимого имущества (любой стоимости) дает право на получение многократной шенгенской визы и возможности пребывания в стране в течение 90 дней в каждом полугодии. Чтобы получить ВНЖ по типу «выбранное место жительства», кроме собственной недвижимости, надо еще иметь постоянный пассивный доход за пределами Италии.
Для покупающих итальянскую недвижимость иностранцев обычно представляет интерес вид на жительство без права на работу (residenza elettiva), а чаще бизнес-иммиграция (Lavoro autonomo). Вид на жительство без права на работу, не дает право на использование бесплатной итальянской медицины, также этот тип ВНЖ не может быть конвертирован ни в какой другой.
В первый раз вид на жительство даётся сроком на один год. Затем может предоставляться на 2 года. Через 5 лет возможно получение бессрочного разрешения на жительство — карта ди соджорно (итал. Carta di soggiorno).
При наличии вида на жительство иностранец может приобрести недвижимость в Италии по ипотечному кредиту.

## Интересные факты
- По данным журналистского расследования, среди представителей российских властей (министров, сотрудников аппарата президента и сенаторов) наибольшей популярностью из всех зарубежных стран пользуется Италия. Именно здесь согласно поданным декларациям расположено больше всех объектов недвижимости, принадлежащей российским высшим чиновникам и сенаторам[9]. Интересно, что в 2012 году Италия находилась только на втором месте[10].
- Недавно в итальянской прессе появились сообщения об интересе к курортному комплексу в Сардинии стоимостью порядка 200 млн евро представителей Газпрома[11].
- Сегодня в Италии выставляются на продажу или долгосрочную аренду крупные объекты культурно-исторического значения[12]. Так, неподалеку от Рима предлагается средневековый замок Кастелло Орсини, построенный в XIII веке[13]. Во Флоренции по этой программе открыта гостиница на базе исторического здания Вилла Толомеи[4].
- Согласно данным международной компании Engel&Volkers самое дорогое жилье в Европе находится на итальянском острове Сардиния. Стоимость жилья на курорте Порто-Черво достигает 300 000 евро за м², что в три раза выше стоимости жилья в княжестве Монако, занявшего второе место в этом списке[14].